# Ivan Grohar
Ivan Grohar (Spodnja Sorica, 15 giugno 1867 – Lubiana, 19 aprile 1911) è stato un pittore sloveno, legato alla corrente dell'Impressionismo.

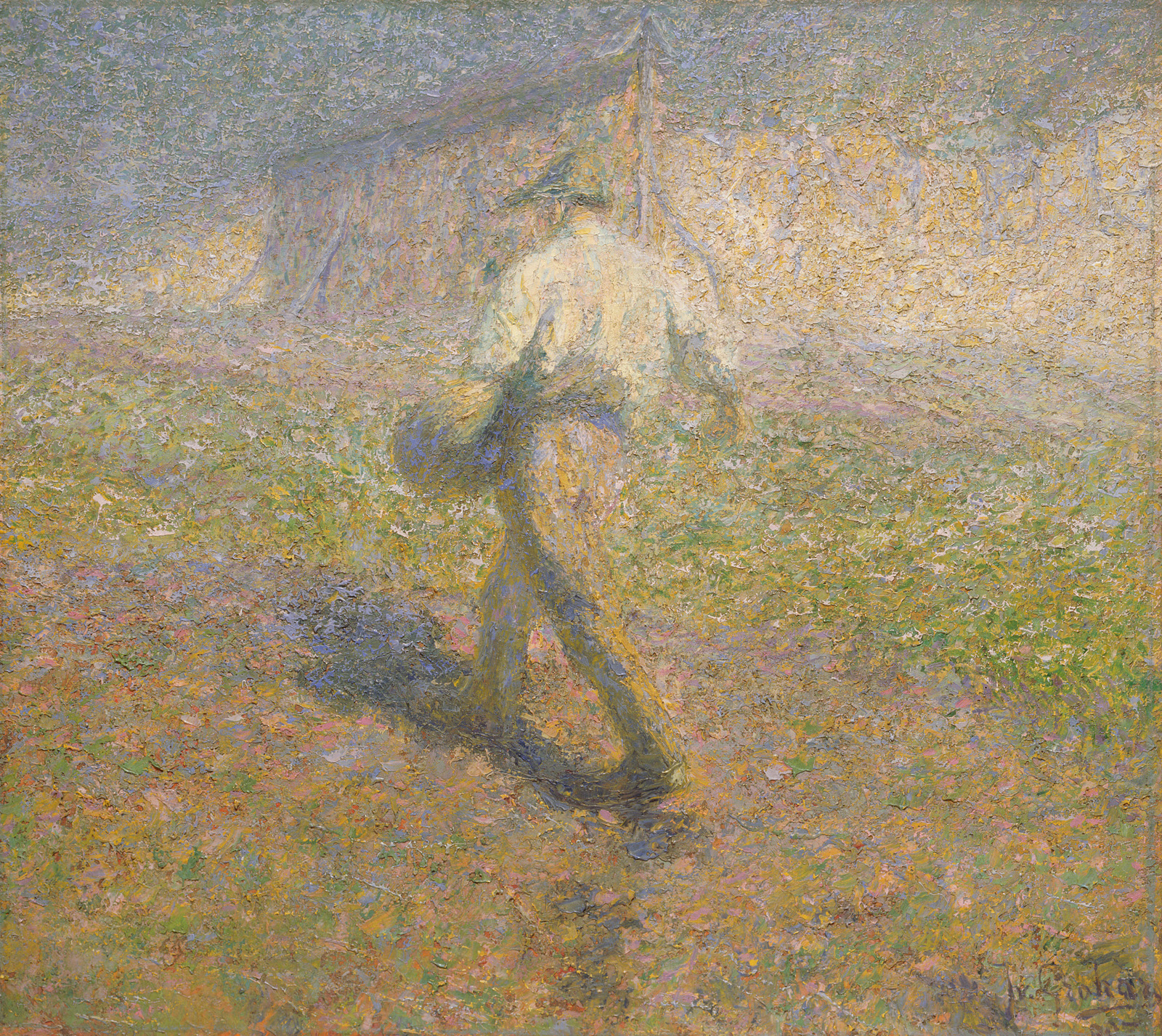
Ivan Grohar, Il seminatore

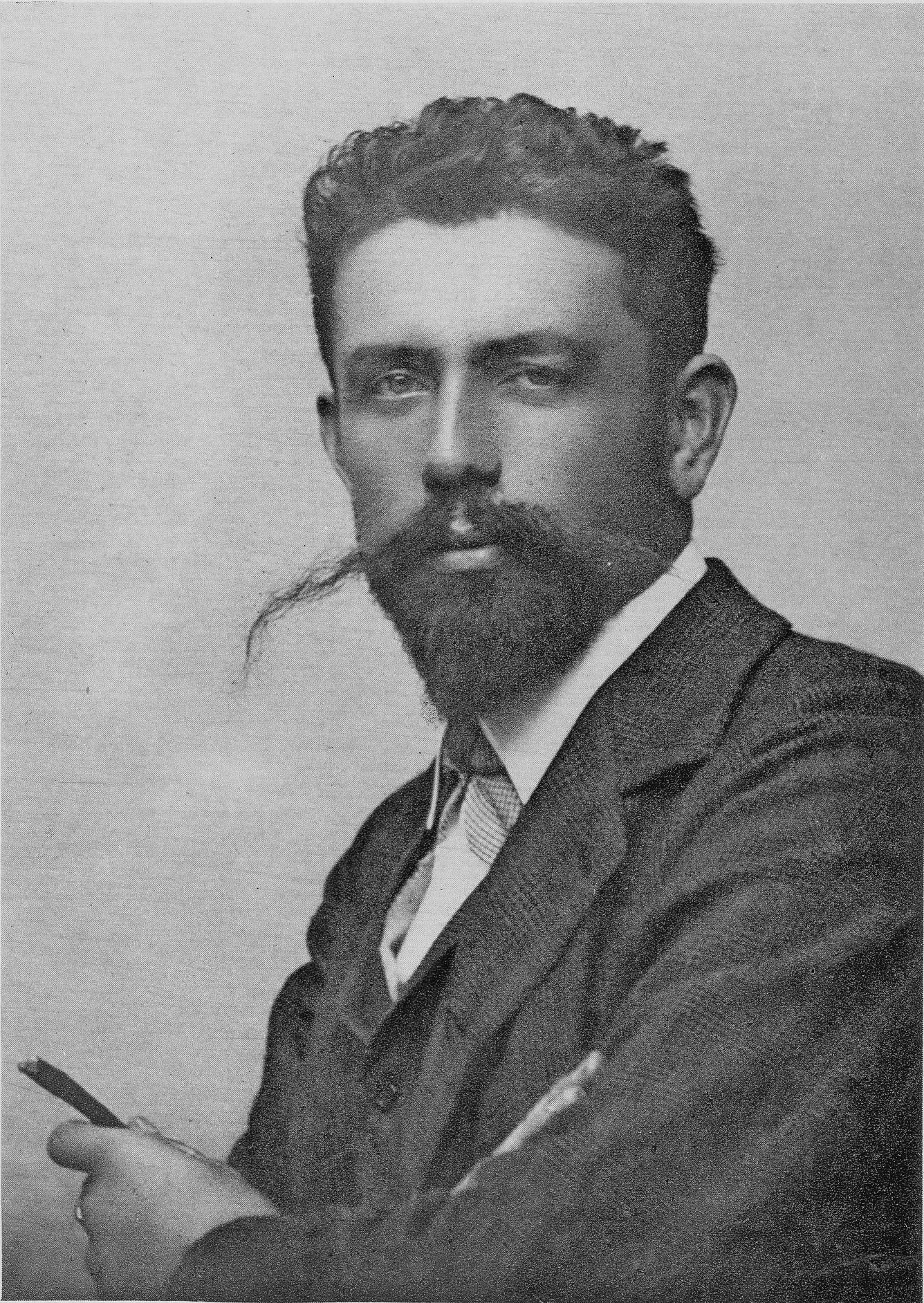
Ivan Grohar, 1911

Rimasto orfano non ebbe l'opportunità di studiare per sviluppare il suo talento pittorico, per questo il sacerdote Anton Jamnik lo presentò a Matija Bradašek. Nell'estate del 1888 quindi iniziò a lavorare con Bradašek, che era già un artista affermato nella città di Kranj.
Alcuni anni più tardi andò a Zagabria, capitale della Croazia, dove collaborò con Spiridion Milanesi.
Grazie ad una borsa di studio governativa poté studiare a Graz.
Nel 1894 terminò i suoi studi di pittura. Due anni dopo creò un suo studio a Škofja Loka, vicino alla sua città natale. Lì conobbe Rihard Jakopič, il pittore impressionista sloveno che lo introdusse allo Slovensko umetniško društvo (Club di artisti sloveni). 
Anche se gli impressionisti non furono molto apprezzati in Slovenia, ebbero grande successo nella Esposizione Universale di Vienna del 1905 al quale Grohar partecipò.
Dopo il successo di Vienna, Grohar organizzò molte esposizioni in Europa: Londra, Belgrado, Trieste, Berlino, ecc. Nonostante questo non riuscì a realizzare quanto sarebbe bastato per vivere e nemmeno per un viaggio artistico in Italia (che pure avrebbe desiderato fare).
Nel 1909 prese parte alla esibizione d'arte, che celebrava gli 80 anni di arti visive in Slovenia, al Jakopič Pavilion di Lubiana.
A Lubiana morì due anni dopo per malattia.

## L'opera

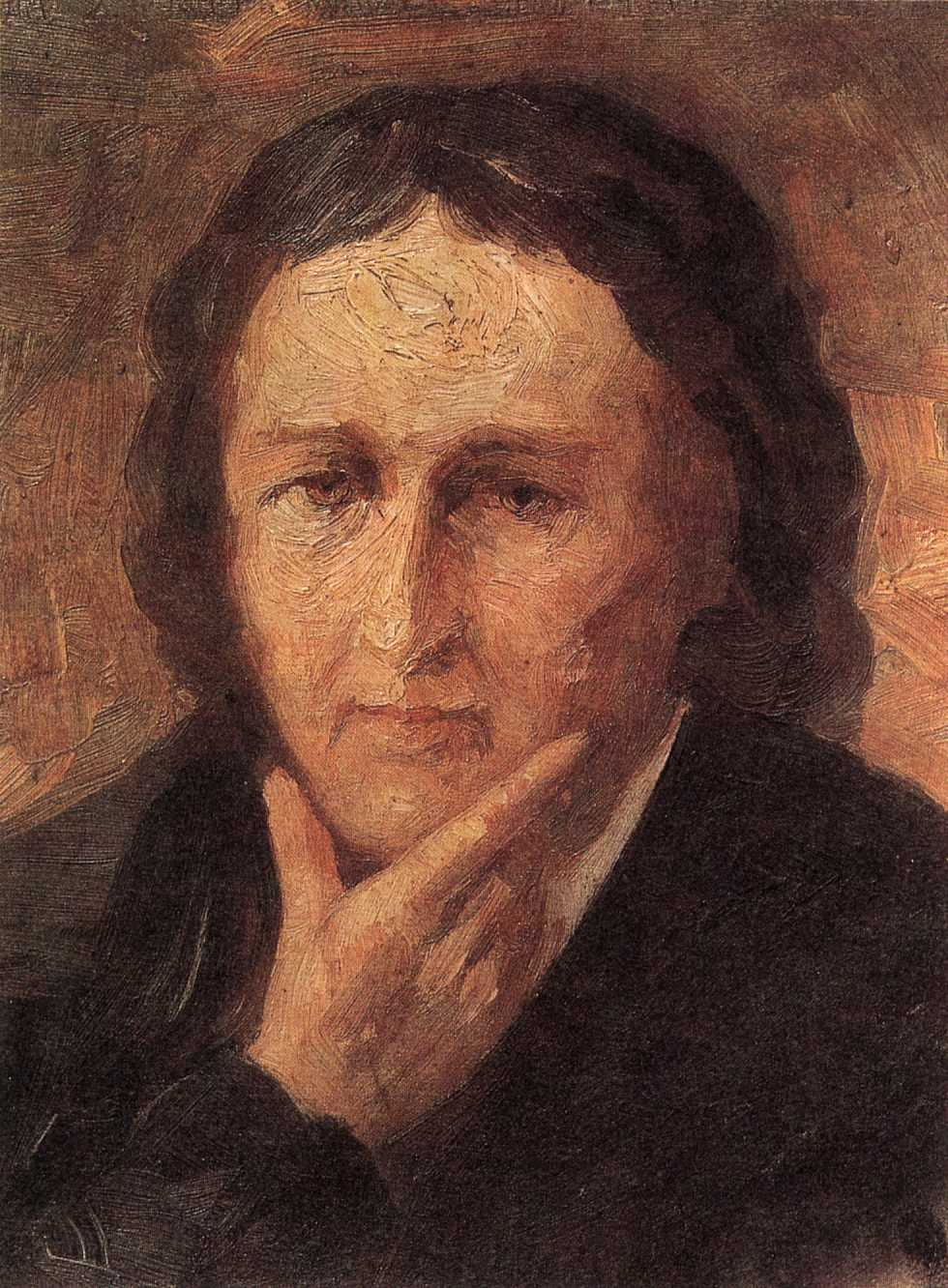
Ritratto del poeta France Prešeren.

Grohar iniziò come pittore religioso, sotto l'influenza di Giovanni Segantini, stile realista. Successivamente al 1900 subirà l'influenza del simbolismo, senza dubbio sulle opere della maturità si rispecchiano tendenze dell'impressionismo.

### Opere importanti
- Brna (1899).
- Srce Jezusovo (1900) Cuore di Gesù.
- Pod Koprivnikom (1902) Sotto a Koprivnik.
- Rafolško polje (1903) Campagna di Rafol.
- Pomlad (1903) Primavera.
- Macesen (1904).
- Škofja Loka v snegu (1905) Škofja Loka innevata.
- Sejalec (1907) Il seminatore.
- Krompir (1909/1910) Patate.